# دیدگاه‌های مذهبی چارلز داروین

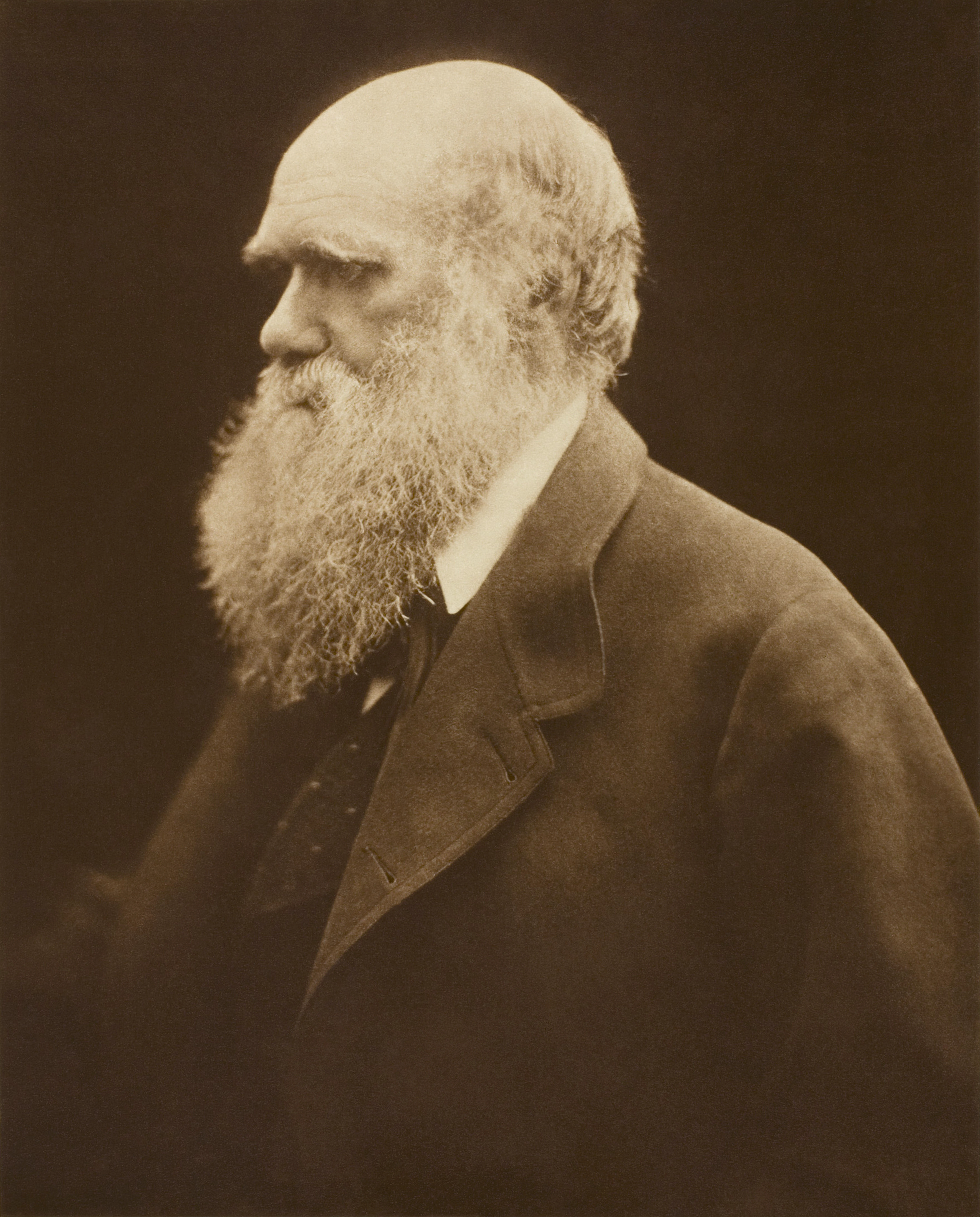
چارلز داروین (۱۸۰۹–۱۸۸۲) که نظریه تکامل را با استفاده از انتخاب طبیعی ارائه کرد.

دیدگاه‌های چارلز داروین دربارهٔ دین همواره مورد بحث و توجه بوده است. آثار او در حوزه زیست‌شناسی مدرن و نظریه فرگشت تأثیر شگرفی بر مباحث مرتبط با دین و علم در زمان خود داشت. در اوایل قرن بیستم، نظرات او به کانون مناقشات آفرینش در برابر فرگشت در ایالات متحده تبدیل شده بود.

در حالی که داروین به شدت با احکام متعصبانه کلیسای انگلیکن و به‌طور کلی مسیحیت مخالف بود، بعدها در پاسخ به نامه‌ای از جان فوردایس موضع خود را به عنوان یک ندانم‌گرا آشکار ساخت:
«حتی در شدیدترین تلاطم‌های زندگی‌ام هرگز منکر وجود خدا و خداناباور نبوده‌ام. به نظرم به‌طور کلی (و با افزایش سنم بیشتر از قبل) اما نه همیشه، ندانم‌گرایی درست‌ترین توصیف از ذهنیت و افکارم خواهد بود.»
چارلز داروین دارای پیشینه‌ای دینی به عنوان یک پروتستانِ توحیدگرا بود که در مدرسه‌ای انگلیکن به تحصیل پرداخته بود. او با هدف کشیش شدن برای اخذ مدرک کارشناسی‌اش که شامل مطالعه الهیات انگلیکن می‌شد به دانشگاه کمبریج رفت. داروین علاقه زیادی به تاریخ طبیعی داشت و به گفته جان هرشل با مطالعه الهیات طبیعی، اثر ویلیام پیلی، به مباحث علمی علاقه‌مند شد. الهیات طبیعی با ارائه برهان نظم (استدلال طراحی الهی) سعی در توضیح مقوله سازگاری در طبیعت به وسیله اعمال قدرت خدا از طریق طریق قوانین طبیعی داشت. داروین در سفر بیگل ارتدکس باقی ماند و به دنبال «مراکز آفرینش» با هدف توضیح توزیع آن بود و در مراحل پایانی سفر بود که به ثابت بودن گونه‌ها شک کرد. داروین در این دوره کتاب مقدس را به عنوان یک منبع تاریخی نقد کرد و به این فکر کرد که چرا تمامی ادیان نباید به یک اندازه معتبر باشند. پس از بازگشت او در اکتبر ۱۸۳۶، ایده‌های نوآورانه خود در حوزه زمین‌شناسی را توسعه داد و همزمان به تفکر دربارهٔ تراجهش گونه‌ها و دین پرداخت.

## پیشینه مذهبی داروین
چارلز داروین طی جنگ‌های ناپلئونی متولد و در دوران پس از جنگ رشد کرد. در این دوره دولت تحت سلطه محافظه‌کاران نزدیک به کلیسای انگلیکن قرار داشت که رادیکالیسم را سرکوب می‌کردند. او در خاطراتش عصر روشنگری قرن هجدهم و تعابیر متعدد و متفاوتی را به خاطر می‌آورد که کلیساهای پروتستان از مسیحیت داشتند. خانواده بزرگ چارلز ترکیبی از داروین‌ها و وجوودها بود که از حزب ویگ حمایت می‌کرند و به شدت توحیدگرا بود. البته یکی از پدربزرگ‌هایش، اراسموس داروین، فردی آزاداندیش بود (پدرش هم در خفا یک آزاداندیش بود) اما به عنوان یک پزشک از هرگونه درگیری اجتماعی با حامیان انگلیکن خود اجتناب می‌کرد. در حالی که والدین داروین با هدف تن ندادن به فشارهای اجتماعی با غسل تعمید چارلز در کلیسای انگلستان موافق بودند، مادر مذهبی او کودکان را به کلیسای توحیدگرا برد. داروین پس از مرگ مادرش زمانی که تنها ۸ سال داشت به مدرسه شبانه‌روزی شروسبری رفت.

### ادینبورگ - مطالعات پزشکی و نظریه فرگشت لامارکی
دو دانشگاه شناخته‌شده انگلستان یعنی آکسفور و کمبریج زیر نظر کلیسای انگلستان فعالیت می‌کردند که در آن دانشجویان باید سی و نه احکام مذهبی انگلیکن را امضا می‌کردند. به همین خاطر بسیاری از پروتستان‌های انگلیسی فرزندان خود را به دانشگاه‌های اسکاتلند فرستادند که در رشته‌هایی مانند پزشکی از شهرت بهتری برخوردار بودند.